# جيرد ليوش
جيرد ليوش (بالألمانية: Gerd Leuchs) (و. 1950 – م) هو فيزيائي، وأستاذ جامعي من ألمانيا .

## مناصب وهيئات
أدار جامعة لودفيغ ماكسيميليان في ميونخ.

## جوائز
حصل على جوائز منها:
- وسام الجدارة من الدرجة الأولى صنف الاستحقاق من جمهورية ألمانيا الاتحادية (2012)
- وسام الجدارة من الدرجة الأولى صنف الاستحقاق من جمهورية ألمانيا الاتحادية.